# آغا يوسف باشا
آغا يوسف باشا (بالتركية: Gürcü Ağa Yusuf Paşa)‏ كان الصدر الأعظم للدولة العثمانية في الفترة ما بين 20 نوفمبر 1711 حتى 11 نوفمبر 1712.  يحمل رُتبة فريق أول. تُوفي في 1712 بجزيرة رودس.